# (4547) Massachusetts
(4547) Massachusetts est un astéroïde de la ceinture principale.

## Description
(4547) Massachusetts est un astéroïde de la ceinture principale. Il fut découvert le 16 mai 1990 à Sapporo par Kin Endate et Kazuro Watanabe. Il présente une orbite caractérisée par un demi-grand axe de 2,61 UA, une excentricité de 0,07 et une inclinaison de 18,0° par rapport à l'écliptique.

## Nom
L'astéroïde a été mommé d'après le Massachusetts, état des États-Unis dans lequel le Centre des planètes mineures est localisé. En 1876, l'école d'agriculture de Sapporo (aujourd'hui université de Hokkaido), située dans ce qui était alors une région très peu développée, a invité William S. Clark, le responsable de l'Université agricole du Massachusetts, à leur enseigner l'agriculture et la technologie agricole américaine, qui a à ce moment-là été beaucoup plus avancée. Avant de retourner aux États-Unis, Clark a prononcé les mots célèbres "Les Gars, soyez ambitieux", des mots qui persistent toujours dans l'esprit pionnier des gens d'Hokkaido. Le 7 février 1990, Hokkaido et le Massachusetts ont établi un jumelage entre eux. 

## Compléments